# Wijerd Jelckama

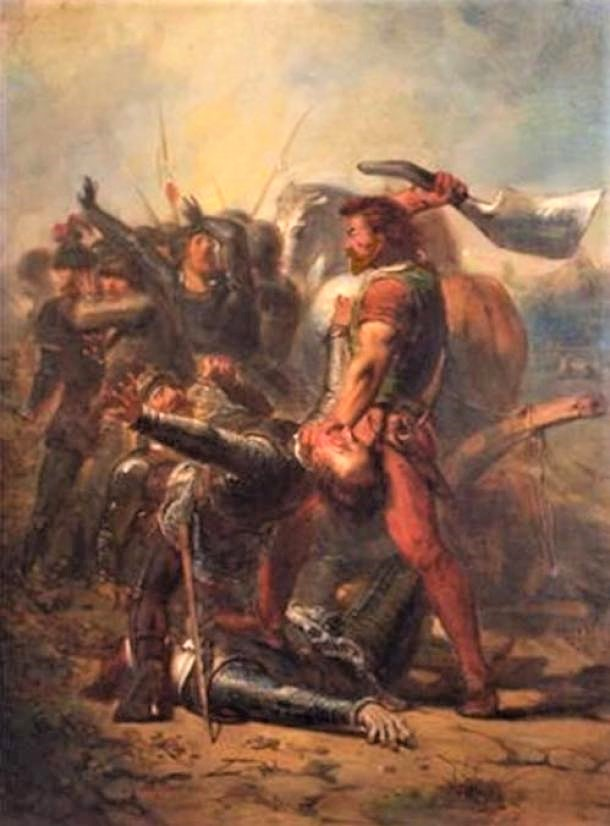

Wijerd Jelckama (1490 - 1523), surnommé le grand Wierd (Groote Wierd en néerlandais) était un commandant militaire néerlandais originaire de la Frise, neveu de Pier Gerlofs Donia. Il était membre de la faction armée de son oncle, connue sous le nom de Arumer Zwarte Hoop, un groupe de pirates principalement actifs sur mer contre leurs concitoyens néerlandais et les Bourguignons. Il a combattu à leur côté contre les envahisseurs saxons et les hollandais. Jelckama reprit le combat de son oncle pour la liberté quand celui-ci mourut en 1520. D'après l'auteur Wopke Eekhoff, Jelckama était aussi fort et robuste que Donia.
Il participa au siège et à la capture de Medemblik en 1517, ainsi qu'au siège du château de Middelbourg, mais également à de nombreuses batailles navales dont celle où son oncle a capturé onze navires hollandais lors d'une bataille près des côtes de Hoorn, en 1518.
Les objectifs de Donia et de Jelckama étaient de débarrasser la Frise des pouvoirs étrangers (danois, hollandais et autres duchés) et de regagner son indépendance. Ils ont gagné des batailles majeures notamment contre les Saxons mais cela cessa quand la santé de Donia se détériora en 1519. Après la mort de Donia en 1520, Jelckama prit le commandement de l'armée et de la flotte rebelle frisonne et continua à combattre, cette fois contre les Habsbourg. Jelckama fut toutefois vaincu, puis décapité en 1523 avec le reste des rebelles frisons et du Duché de Gueldre. L'exécution publique eut lieu à Leeuwarden et selon la légende le bourreau dut s'y reprendre à quatre fois pour couper le large cou de Jelckama.